# Sclerodactyla briareus
Sclerodactyla briareus is een zeekomkommer uit de familie Sclerodactylidae.
De wetenschappelijke naam van de soort werd in 1824 gepubliceerd door Charles Alexandre Lesueur. De naam verwijst naar "Briareus", een mythische reus met honderd armen.